# 周堪
周堪（？—？），字少卿，齐国（今山东省淄博市临淄区）人，西汉儒者，是漢元帝的重臣。

## 生平
曾跟随大儒夏侯勝学习《书经》、任译官令，参加石渠閣議論经书，据称其论甚高。後任太子少傅，太子刘奭以他为師。
黄龍元年（前49年）、漢宣帝臨終，召外戚史高、太子太傅蕭望之和周堪入禁中，任命史高为大司馬車騎将軍，蕭望之为前将軍光祿勳，周堪为光禄大夫，皆領尚書事，辅佐太子刘奭即位为汉元帝。元帝尊重蕭望之、周堪，他们推荐劉更生。中書宦官弘恭、石显干政，初元二年（前47年）蕭望之自殺，周堪罷官。
初元三年、元帝後悔蕭望之之死，任命周堪为光祿勳，周堪弟子張猛为光禄大夫、給事中。弘恭、石显进讒言，周堪外任河東郡太守，張猛外任槐里令。
永光四年（前40年）、元帝再用周堪領尚書事，張猛为給事中，周堪得病不能说話。石显誣告張猛，張猛自殺。
建昭二年（前37年）《易经》大家京房上奏新的考功課吏法、光禄大夫周堪开始反对，後来表示赞成。

## 延伸阅读
[在维基数据编辑]
 《漢書·卷088》，出自班固《漢書》